# Periodo húmedo de África

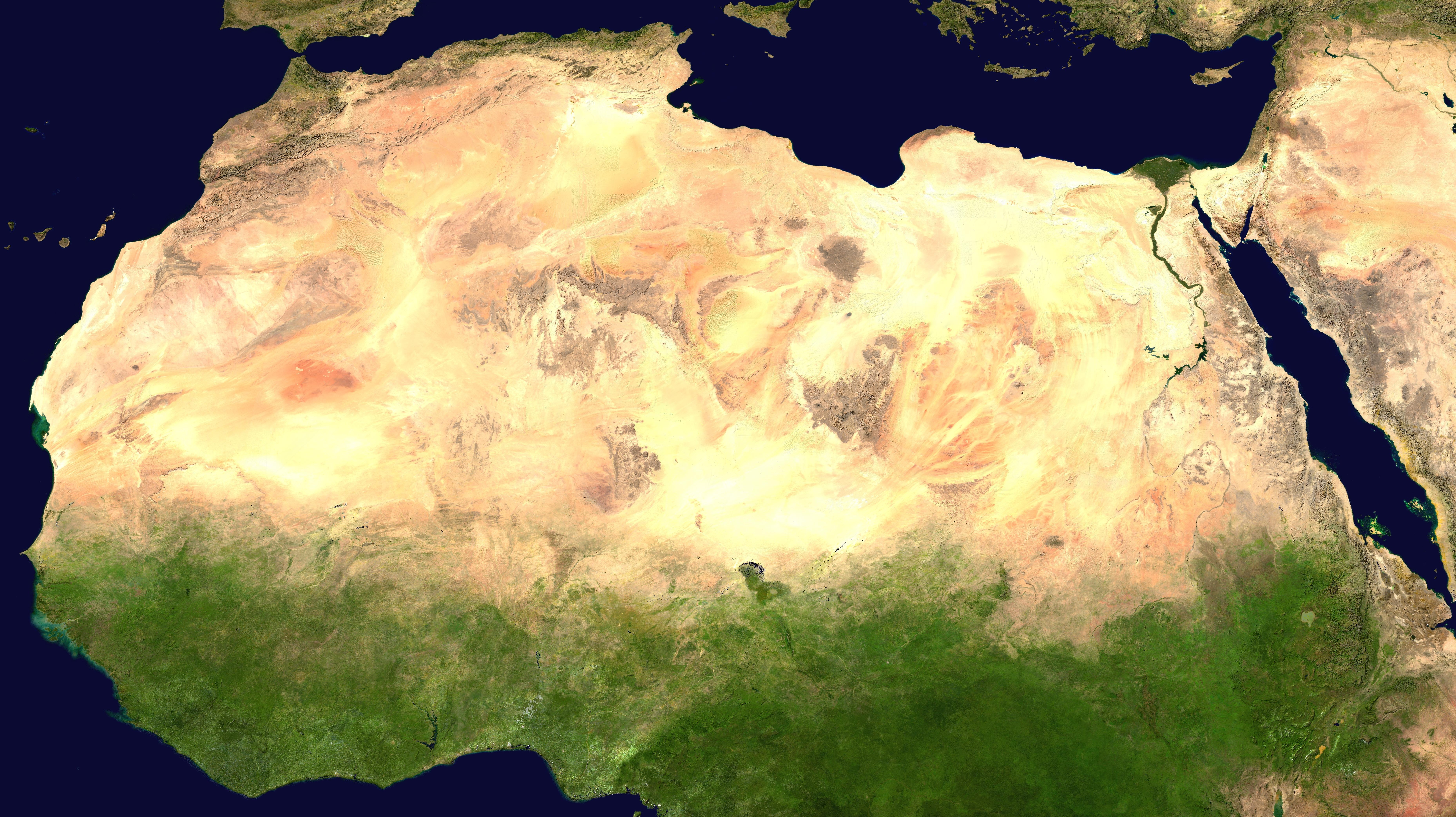
El Sáhara no fue un desierto durante el período húmedo africano. En cambio, la mayor parte del norte de África estaba cubierta por hierba, árboles y lagos.

El período húmedo de África (PHA; también conocido por otros nombres) es un período climático en África durante las épocas geológicas del Pleistoceno tardío y el Holoceno, cuando el norte de África era más húmedo que hoy. La cobertura de gran parte del desierto del Sáhara por pastos, árboles y lagos fue causada por cambios en la inclinación axial de la Tierra; por cambios en la vegetación y en el polvo del Sáhara que fortalecieron el monzón africano; y por el aumento de los gases de efecto invernadero. Durante el anterior Último Máximo Glacial, el Sáhara contenía extensos campos de dunas y estaba en su mayoría deshabitado. Era mucho más grande que hoy, y sus lagos y ríos como el lago Victoria y el Nilo Blanco estaban secos o en niveles bajos. El período húmedo comenzó hace unos 14 600-14 500 años al final del evento Heinrich 1, simultáneamente al calentamiento de Bølling-Allerød. Ríos y lagos como el lago Chad se formaron o expandieron, los glaciares crecieron en el monte Kilimanjaro y el Sáhara se retiró. Se produjeron dos fluctuaciones secas importantes; durante el Dryas Reciente y el corto evento del kiloaño 8-2. El período húmedo africano terminó hace 6000-5000 años durante el período frío de la Oscilación de Piora. Si bien algunas pruebas apuntan a un final hace 5500 años, en el Sahel, Arabia y África oriental, el final del período parece haber tenido lugar en varios pasos, como el evento del kiloaño 4-2.
El PHA condujo a un asentamiento generalizado del Sáhara y los desiertos árabes, y tuvo un profundo efecto en las culturas africanas, como el nacimiento de la civilización egipcia antigua. La gente en el Sáhara vivía como cazadores recolectores y domesticaba ganado, principalmente cabras y ovejas. Dejaron sitios arqueológicos y artefactos como uno de los barcos más antiguos del mundo, y pinturas rupestres como las de la Cueva de los Nadadores y en las montañas de Acacus. Los períodos húmedos anteriores en África se postularon después del descubrimiento de estas pinturas rupestres en partes ahora inhóspitas del Sáhara. Cuando terminó el período, los humanos abandonaron gradualmente el desierto en favor de regiones con suministros de agua más seguros, como el valle del Nilo y Mesopotamia, donde dieron lugar a sociedades complejas tempranas.

## Historial de investigación
Heródoto en 440 a. C. y Estrabón en 23 a. C. discutieron la existencia de un Sáhara más verde, aunque sus informes fueron cuestionados al principio debido a su naturaleza anecdótica. En 1850 el investigador Heinrich Barth discutió la posibilidad de que el cambio climático pasado condujera a un aumento de la humedad en el Sáhara después de descubrir petroglifos en el desierto de Murzuq, y otros descubrimientos de petroglifos llevaron al explorador del desierto László Almásy a acuñar el concepto de un «Sáhara Verde» en la década de 1930. Más tarde, en el siglo 20, la evidencia concluyente de un pasado Sáhara más verde, la existencia de lagos y niveles más altos de flujo del Nilo se informó cada vez más y se reconoció que el Holoceno presentó un período húmedo en el Sáhara.
La idea de que los cambios en la órbita de la Tierra alrededor del Sol influyen en la fuerza de los monzones ya estaba avanzada en 1921, y aunque la descripción original era en parte inexacta, más tarde se encontró evidencia generalizada de tales controles orbitales sobre el clima. Al principio se creía que los períodos húmedos en África se correlacionaban con las etapas glaciales (hipótesis pluvial) antes de que la datación por radiocarbono se generalizara.
El desarrollo y la existencia del período húmedo africano se ha investigado con arqueología, modelo climático y paleoproxies, con sitios arqueológicos, dunas y depósitos dejados por lagos, depósitos eólicos y cera de hojas en el mar y humedales jugando un papel importante. El polen, los depósitos lacustres y los antiguos niveles de los lagos se han utilizado para estudiar los ecosistemas del período húmedo africano, y las impresiones de carbón y hojas se han utilizado para identificar cambios en la vegetación. El tiempo hace 6000 años ha recibido especial atención, especialmente desde que ese período del AHP se ha utilizado como un experimento en el Proyecto de Intercomparación de Modelización Paleoclimática. Más recientemente, los efectos del enverdecimiento del Sáhara en otros continentes han llamado la atención científica.

### Temas de investigación
Si bien los cambios de precipitación desde el último ciclo glacial están bien establecidos, la magnitud y el momento de los cambios no están claros. Dependiendo de cómo y dónde se realicen las mediciones y reconstrucciones, se han determinado diferentes fechas de inicio, fechas de finalización, duraciones y niveles de precipitación para el período húmedo africano. Las cantidades de precipitación reconstruidas a partir de registros paleoclimáticos y simuladas por modelos climáticos a menudo son inconsistentes entre sí; en general, la simulación del Sáhara Verde se considera un problema para los modelos del sistema terrestre. La erosión de los sedimentos lacustres y los efectos de los reservorios de carbono dificultan la datación de cuándo se secaron. Los cambios en la vegetación por sí mismos no indican necesariamente cambios en la precipitación, ya que los cambios en la estacionalidad, la composición de las especies de plantas y los cambios en el uso de la tierra también desempeñan un papel en los cambios en la vegetación. Las relaciones de isótopos, como la relación hidrógeno/deuterio que se han utilizado para reconstruir los valores de precipitación pasados, también están bajo la influencia de diversos efectos físicos, lo que complica su interpretación. La mayoría de los registros de precipitación del Holoceno en África oriental provienen de altitudes bajas.

### Terminología
El término «período húmedo africano» fue acuñado en 2000 por deMenocal y otros. Los períodos húmedos anteriores a veces se conocen como «períodos húmedos africanos» y se han definido varios períodos secos/húmedos para la región de África Central. En general, estos tipos de fluctuaciones climáticas entre períodos más húmedos y secos se conocen como «pluviales» e «interpluviales», respectivamente. Debido a que el PHA no afectó a toda África, Williams y otros (2019) recomendaron que se eliminara el término, y algunos investigadores han especificado «período húmedo del Norte de África».
Otros términos que se han aplicado al PHA del Holoceno o fases climáticas correlativas son «período húmedo del Holoceno», que también abarca un episodio análogo en Arabia y Asia; «episodio húmedo de principios a mediados del Holoceno»; «Holoceno Pluvial»; «Fase húmeda del Holoceno»; «Kibangien A» en África Central; «Makalian» para el período neolítico del norte de Sudán; «Fase húmeda nabtiana» o «período naftiano» para el período húmedo 14 000-6000 en el Mediterráneo oriental y Levante; «Pluvial neolítico»; «Neolítico Subpluvial»; «Fase húmeda neolítica»; «Nouakchottien» del Sáhara Occidental 6500-4000 años antes del presente; «Subpluvial II» y «Tchadien» en el Sáhara Central 14 000-7500 años antes del presente. Los términos «Léopoldvillien» y Ogolien se han aplicado al período seco en el último máximo glacial, este último es equivalente al «Kanemian»; «Período seco de Kanemian» se refiere a un período seco entre 20 000 y 13 000 años antes del presente en el área del lago Chad.

## Antecedentes y comienzo
El período húmedo africano tuvo lugar a finales del Pleistoceno y principios del Holoceno medio, y vio un aumento de las precipitaciones en el norte y oeste de África debido a una migración hacia el norte del cinturón de lluvias tropicales. El PHA es el cambio climático más profundo de las latitudes bajas durante los últimos 100 000 años y se destaca dentro del Holoceno, por lo demás relativamente estable climáticamente. Es parte del llamado óptimo climático del Holoceno y coincide con una fase cálida global, el Máximo Térmico del Holoceno. Liu y otros (2017) subdividieron el período húmedo en un «PHA I» que duró hasta hace 8000 años, y un «PHA II» desde 8000 años en adelante, siendo el primero más húmedo que el segundo.
El período húmedo africano no fue la primera fase de este tipo; existe evidencia de que existen alrededor de 230 períodos húmedos/«Sáhara verde» más antiguos que se remontan quizás a la primera aparición del Sáhara hace 7-8 millones de años, por ejemplo, durante el Isótopo Marino Etapa 5 a y c. Los períodos húmedos anteriores parecen haber sido más intensos que el PHA del Holoceno, incluyendo el excepcionalmente intenso período húmedo Eemiano. Este período húmedo proporcionó las vías para que los primeros humanos cruzaran Arabia y el norte de África y que, junto con los períodos húmedos posteriores, se ha relacionado con la expansión de las poblaciones aterienses y la especiación de especies de insectos. Tales períodos húmedos generalmente se asocian con interglaciales, mientras que las etapas glaciales se correlacionan con períodos secos.
El calentamiento de Bølling-Allerød parece ser sincrónico con el inicio del período húmedo africano así como con el aumento de la humedad en Arabia. Más tarde, en la secuencia de Blytt-Sernander el período húmedo coincide con el período Atlántico.

### Condiciones antes del periodo humano africano

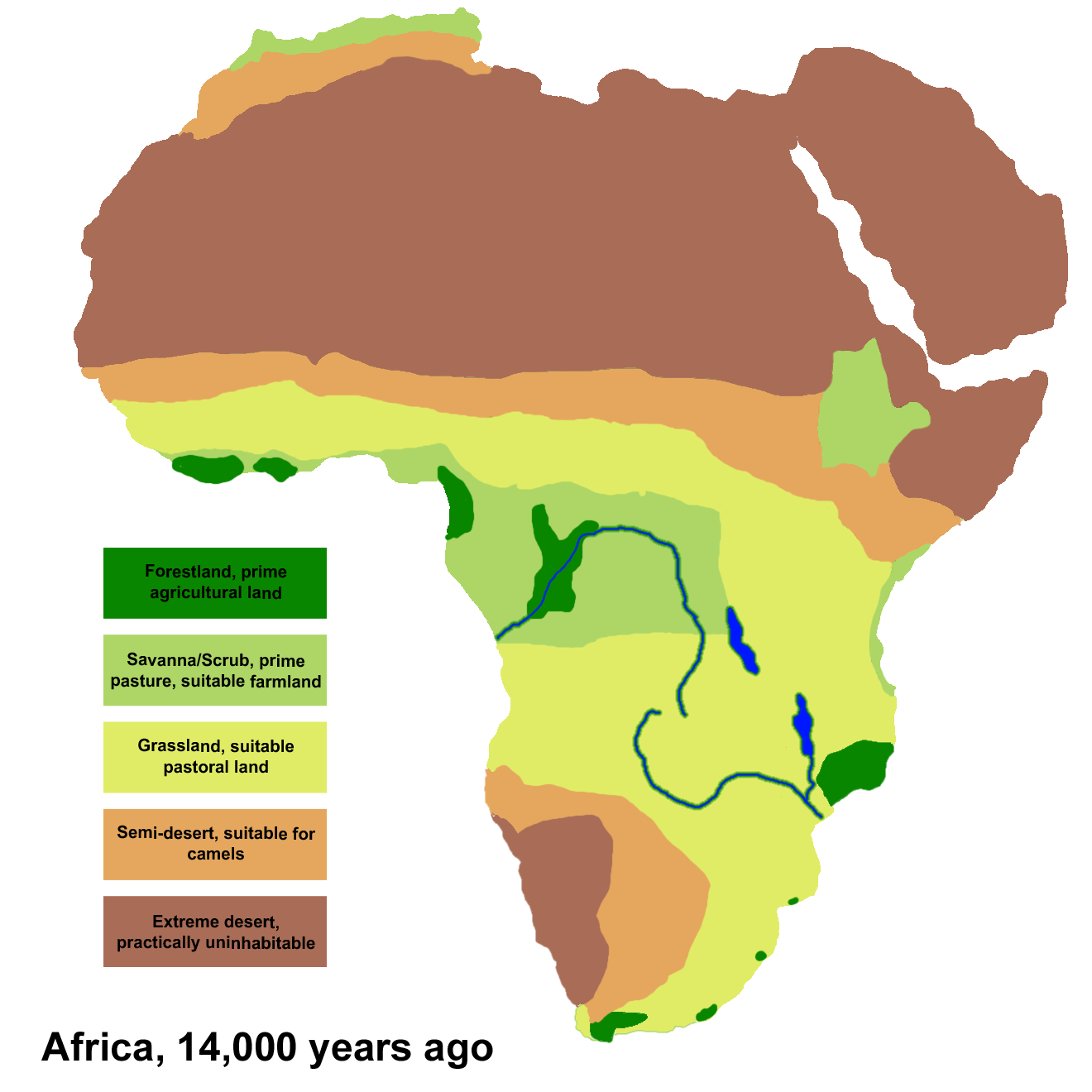
Vegetación africana durante el último máximo glacial

Durante el Último Máximo Glacial, el Sáhara y el Sahel habían sido extremadamente secos con menos precipitaciones que hoy como se refleja en la extensión de las capas de dunas y los niveles de agua en lagos endorreicos. El Sáhara era mucho más grande, extendiéndose 500-800 kilómetros (310-500 millas) más al sur hasta aproximadamente 12° de latitud norte. Las dunas estaban activas mucho más cerca del ecuador, y las selvas tropicales se habían retirado a favor de paisajes afromontanos y de sabana a medida que disminuían las temperaturas, las precipitaciones y la humedad.
Hay poca y a menudo equívoca evidencia de actividad humana en el Sáhara o Arabia en ese momento, lo que refleja su naturaleza más seca; en las montañas Acacus la última presencia humana se registró hace 70 000-61 000 años y por el UMG los humanos se habían retirado en gran medida a la costa mediterránea y al valle del Nilo. La aridez durante el Último Máximo Glacial parece haber sido la consecuencia del clima más frío y las capas de hielo polares más grandes, que apretaron el cinturón monzónico hasta el ecuador y debilitaron el monzón de África occidental. El ciclo atmosférico del agua y las células de Walker y Hadley también fueron más débiles. Las fases secas excepcionales están vinculadas a los eventos Heinrich cuando hay un gran número de icebergs en el Atlántico Norte; la descarga de grandes cantidades de tales icebergs entre 11 500 y 21 000 años antes del presente coincidió con sequías en los subtrópicos.
Antes de la aparición del PHA, se cree que el lago Victoria, el lago Alberto, el lago Eduardo, el lago Turkana y los pantanos de Sudd se habían secado. El Nilo Blanco se había convertido en un río estacional cuyo curso junto con el del Nilo principal pudo haber sido represado por dunas. El delta del Nilo estaba parcialmente seco, con llanuras arenosas que se extendían entre canales efímeros y fondos marinos expuestos, y se convirtió en una fuente de arena para los ergios más al este. Otros lagos de África, como el lago Chad y el lago Tanganica, también se habían reducido durante este tiempo, y tanto el río Níger como el río Senegal estaban atrofiados.

### Aumentos tempranos de humedad
Si algunas partes del desierto, como las tierras altas como las colinas del Mar Rojo, fueron alcanzadas por los vientos del oeste o los sistemas meteorológicos asociados con la corriente en chorro subtropical, por lo que recibieron precipitaciones, es polémico. Solo se apoya claramente para el Magreb en el noroeste de África, aunque el flujo del río/formación de terrazas y el desarrollo del lago en las montañas Tibesti y Jebel Marra y el flujo residual del Nilo pueden explicarse de esta manera. Las tierras altas de África parecen haber sido menos afectadas por la sequía durante el último máximo glacial.
El final de la sequía glacial ocurrió hace entre 17 000 y 11 000 años, con un comienzo anterior observado en las montañas del Sáhara (posiblemente) hace 18 500 años. En el sur y centro de África, los inicios anteriores hace 17 000 y 17 500 años, respectivamente, pueden estar relacionados con el calentamiento antártico, mientras que el lago Malaui parece haber estado bajo hasta hace unos 10 000 años.
Los altos niveles de los lagos ocurrieron en las montañas Jebel Marra y Tibesti hace entre 15 000 y 14 000 años y la etapa más joven de glaciación en las montañas del Alto Atlas tuvo lugar al mismo tiempo que el Dryas Reciente y el período húmedo africano temprano. Hace unos 14 500 años, comenzaron a aparecer lagos en las zonas áridas.

### Inicio
El período húmedo comenzó hace unos 15 000-14 000 años. El inicio del período húmedo tuvo lugar casi simultáneamente en todo el norte y África tropical, con impactos hasta Santo Antão en Cabo Verde. En Arabia, las condiciones húmedas aparentemente tardaron unos dos milenios en avanzar hacia el norte, un avance gradual está respaldado por datos tefrocronológicos. Del mismo modo, en el Sáhara podría haber habido un retraso de aproximadamente un milenio entre el inicio del PHA y el establecimiento completo de las condiciones húmedas, ya que el crecimiento de la vegetación y el llenado de los sistemas fluviales tomaron tiempo.
El lago Victoria reapareció y se desbordó; el lago Alberto también se desbordó en el Nilo Blanco hace 15 000-14 500 años y también lo hizo el lago Tana, en el Nilo Azul. El Nilo Blanco inundó parte de su valle y se reconectó con el Nilo principal. En Egipto se produjeron inundaciones generalizadas por el «Nilo Salvaje»; este período del «Nilo Salvaje» condujo a las mayores inundaciones registradas en este río, sedimentación en llanuras aluviales, y probablemente también afectó a las poblaciones humanas a lo largo del río. Incluso antes, hace 17 000-16 800 años, el agua de deshielo de los glaciares en Etiopía, que se estaban retirando en ese momento, puede haber comenzado a aumentar el flujo de agua y sedimentos en el Nilo. En el Rift de África Oriental, los niveles de agua en los lagos comenzaron a aumentar hace unos 15 500/15 000 años-12 000 años; el lago Kivu comenzó a desbordarse en el lago Tanganica hace unos 10 500 años.
Casi al mismo tiempo que comenzó el PHA, el clima glacial frío en Europa asociado con el evento 1 de Heinrich terminó con el cambio climático hasta Australasia. Un calentamiento y retroceso del hielo marino alrededor de la Antártida coincide con el inicio del período húmedo africano, aunque la inversión del frío antártico también cae en este tiempo y puede estar relacionada con un intervalo de sequía registrado en el Golfo de Guinea.

## Causas
El período húmedo africano fue causado por un monzón más fuerte de África occidental dirigido por cambios en la irradiación solar y en las retroalimentaciones del albedo. Esto condujo a una mayor importación de humedad tanto del Atlántico ecuatorial hacia África occidental, como del Atlántico Norte y el Mar Mediterráneo hacia las costas mediterráneas de África. Hubo interacciones complejas con la circulación atmosférica de los extratrópicos y entre la humedad proveniente del Océano Atlántico y el Océano Índico, y una mayor superposición entre las áreas mojadas por el monzón y las mojadas por ciclones extratropicales.
Los modelos climáticos indican que los cambios de un Sáhara seco a uno verde y de vuelta tienen un comportamiento umbral, y el cambio ocurre una vez que se excede un cierto nivel de insolación; del mismo modo, una caída gradual de la insolación a menudo conduce a una transición repentina de regreso a un Sáhara seco. Esto se debe a varios procesos de retroalimentación que están en funcionamiento y en los modelos climáticos a menudo hay más de un estado estable de clima y vegetación. La temperatura de la superficie del mar y los cambios en los gases de efecto invernadero sincronizaron el comienzo del PHA en África.

### Cambios orbitales

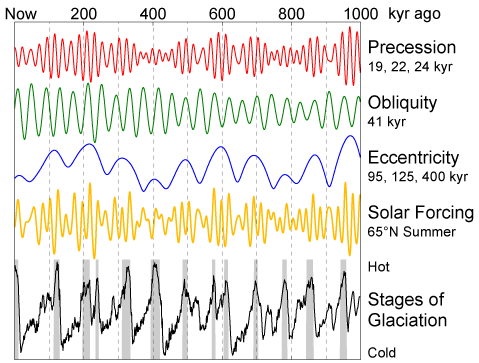
Ciclos de Milankovich durante el último millón de años

El período húmedo africano se ha explicado por el aumento de la insolación durante el verano del hemisferio norte. Debido a la precesión, la estación en la que la Tierra pasa más cerca del Sol en su órbita elíptica, el perihelio, cambia, con la insolación máxima del verano que ocurre cuando esto ocurre durante el verano del hemisferio norte. Hace entre 11 000 y 10 000 años, la Tierra pasó a través del perihelio en el momento del solsticio de verano, aumentando la cantidad de radiación solar en aproximadamente un 8%, lo que resultó en que el monzón africano se hiciera más fuerte y llegara más al norte. Hace entre 15 000 y 5000 años, la insolación estival era al menos un 4% más alta que en la actualidad. La oblicuidad también disminuyó durante el Holoceno pero el efecto de los cambios de oblicuidad en el clima se centra en las latitudes altas y su influencia en el monzón no está clara.
Durante el verano, el calentamiento solar es más fuerte sobre la tierra del norte de África que sobre el océano, formando un área de baja presión que atrae aire húmedo y precipitaciones del Océano Atlántico. Este efecto se vio reforzado por el aumento de la insolación estival, lo que llevó a un monzón más fuerte que también llegó más al norte. Los efectos de estos cambios en la circulación llegaron hasta los subtrópicos.
La oblicuidad y la precesión son responsables de dos de los ciclos de Milankovich más importantes y son responsables no solo del inicio y cese de las edades de hielo sino también de las variaciones de la fuerza del monzón. Se espera que los monzones del hemisferio sur tengan la respuesta opuesta a la precesión de los monzones del hemisferio norte, ya que los cambios de insolación se invierten; esta observación se ve confirmada por los datos de América del Sur. El cambio de precesión aumentó la estacionalidad en el hemisferio norte, mientras que la disminuyó en el hemisferio sur.

### Comentarios de Albedo
Según los modelos climáticos, los cambios orbitales por sí solos no pueden aumentar la precipitación sobre África lo suficiente como para explicar la formación de los grandes lagos del desierto, como 330 000 km² (130 000 mi²) del lago Megachad o la expansión hacia el norte de la vegetación a menos que se tengan en cuenta los cambios en la superficie del océano y la tierra.
La disminución del albedo resultante de los cambios en la vegetación es un factor importante en el aumento de la precipitación. Específicamente, el aumento de las precipitaciones aumenta la cantidad de vegetación; La vegetación absorbe más luz solar y, por lo tanto, hay más energía disponible para el monzón. Además, la evapotranspiración de la vegetación agrega más humedad, aunque este efecto es menos pronunciado que el efecto albedo. Los flujos de calor en el suelo y la evaporación también se ven alterados por la vegetación.
La reducción de la generación de polvo de un Sáhara más húmedo influye en el clima al reducir la cantidad de luz absorbida por el polvo y también modificar las propiedades de las nubes, haciéndolas menos reflectantes y más eficientes para inducir precipitaciones. En los modelos climáticos, las cantidades reducidas de polvo en la troposfera junto con los cambios en la vegetación pueden explicar a menudo, pero no siempre la expansión hacia el norte del monzón. Sin embargo, no existe un acuerdo universal sobre los efectos del polvo en la precipitación en el Sahel, en parte porque los efectos del polvo en la precipitación pueden depender de su tamaño.
Además de los cambios en la precipitación bruta, los cambios en la estacionalidad de las precipitaciones, como la duración de las estaciones secas, deben tenerse en cuenta al evaluar los efectos del cambio climático en la vegetación, así como los efectos fertilizantes del aumento de las concentraciones de dióxido de carbono en la atmósfera.
Otras fuentes de cambios de albedo:
- Los cambios en las propiedades del suelo resultan en cambios en el monzón; reemplazar los suelos desérticos por otros arcillosos resulta en un aumento de las precipitaciones,[159] y los suelos que son húmedos[150] o contienen materia orgánica reflejan menos luz solar y aceleran el proceso de humectación.[1] Los cambios en la arena del desierto también modifican el albedo.[150]
- Los cambios en el albedo causados por lagos y humedales[15] pueden alterar la precipitación en los modelos climáticos.[159]

### Cambios en la Zona de Convergencia Intertropical
Los extratrópicos más cálidos durante el verano pueden haber dibujado la Zona de Convergencia Intertropical (ZCIT) hacia el norte, lo que resulta en cambios de precipitación. Las temperaturas de la superficie del mar frente al norte de África se calentaron bajo efectos orbitales y a través de vientos alisios más débiles, lo que llevó a un movimiento hacia el norte de la ZCIT y al aumento de los gradientes de humedad entre la tierra y el mar. Dos gradientes de temperatura, uno entre un Atlántico más frío durante la primavera y un continente africano que ya se está calentando, el otro entre temperaturas más cálidas al norte de 10° de latitud y más frías al sur, pueden haber ayudado en este cambio. En África oriental, los cambios en la ZCIT tuvieron relativamente poco efecto sobre los cambios en las precipitaciones. La posición pasada de la ZCIT en Arabia también es polémica.

### Cambios de precipitación de África oriental
El período húmedo africano que tuvo lugar en África oriental parece haber sido causado por diferentes mecanismos. Entre los mecanismos propuestos se encuentran la disminución de la estacionalidad de las precipitaciones debido al aumento de las precipitaciones en la estación seca, el acortamiento de la estación seca, el aumento de las precipitaciones y el aumento de la entrada de humedad de los océanos Atlántico e Índico. La entrada de humedad en el Atlántico fue provocada en parte por un monzón más fuerte de África Occidental e India, tal vez explicando por qué los efectos del PHA se extendieron al hemisferio sur. El comportamiento de los vientos alisios del este no está claro; el aumento del transporte de humedad por los vientos alisios del este puede haber ayudado en el desarrollo del PHA, pero alternativamente puede haber ocurrido un monzón indio más fuerte que aleja los vientos del este de África.
Los cambios en la frontera aérea del Congo o el aumento de la convergencia a lo largo de esta frontera pueden haber contribuido; la frontera aérea del Congo se habría desplazado hacia el este por los vientos más fuertes del oeste dirigidos por una menor presión atmosférica sobre el norte de África, permitiendo que la humedad adicional del Atlántico llegara a África oriental. Las partes de África oriental que fueron aisladas de la humedad del Atlántico no se volvieron significativamente más húmedas durante el PHA aunque en un sitio en Somalia la estacionalidad de la precipitación puede o no haber disminuido.
Varios factores contribuyentes pueden haber llevado al aumento de la humedad en África oriental, no todos los cuales necesariamente operaban simultáneamente durante el PHA. Se ha dudado de que el «período húmedo africano» llegó a esta parte de África. Por último, el aumento de las concentraciones de gases de efecto invernadero puede haber estado involucrado en la dirección de la aparición del PHA en África sudoriental tropical; allí, se esperaría que los cambios orbitales condujeran a variaciones climáticas opuestas a las del hemisferio norte. El patrón de cambios de humedad en África sudoriental es complejo.

### Factores adicionales
- El cambio climático en las latitudes del extremo norte puede haber contribuido a la aparición del PHA.[129] La contracción de las capas de hielo escandinavas y Laurentino ocurrió en su inicio,[150] y en los modelos climáticos, a menudo se requiere un retroceso de las capas de hielo para simular el período húmedo[182] aunque su tamaño tiene poca influencia en su intensidad.[183] Su existencia también podría explicar por qué el PHA no comenzó inmediatamente con el pico de insolación temprana, ya que las capas de hielo aún existentes habrían enfriado el clima.[184][185]
- Los cambios de temperatura de la superficie del mar en el Atlántico influyen en el monzón africano[129] y pueden haber influido en la aparición del PHA. Los vientos alisios más débiles y una mayor insolación conducirían a temperaturas más cálidas de la superficie del mar, aumentando las precipitaciones al aumentar los gradientes de humedad entre la tierra y el mar.[66] Los cambios en los gradientes de temperatura del Atlántico Norte también estuvieron involucrados.[141]
- El calentamiento del mar Mediterráneo aumenta la cantidad de precipitación del Sahel; este efecto es responsable del reciente aumento antropogénico mediado por el calentamiento global en las precipitaciones del Sahel.[1] Las temperaturas más cálidas de la superficie del mar también podrían explicar el aumento de las precipitaciones registradas en el Mediterráneo[164] y el aumento de la intensidad de las precipitaciones reconstruidas a partir de antiguos ríos en el Sáhara durante el PHA.[186]
- El aumento de las precipitaciones durante el invierno se correlaciona con una mayor extensión espacial de la precipitación mediterránea y podría haber ayudado en el establecimiento del PHA, especialmente en el norte de África[187][188][189] incluyendo Argelia,[190] Marruecos[191] y el norte de Egipto,[192] alrededor del norte del Mar Rojo,[130][193] en el Tibesti[194][195] y en el norte de Arabia[164] y generalmente en latitudes más altas donde el monzón no llegó.[161] Esta precipitación puede haberse extendido a otras partes del Sáhara; esto habría llevado a que las áreas de precipitación de verano e invierno se superpusieran[196][197] y al área seca entre las zonas climáticas influenciadas por el monzón y los vientos del oeste se volvieran más húmedas o desaparecieran por completo.[198] Tales cambios en las precipitaciones derivadas del Mediterráneo pueden correlacionarse con cambios en las oscilaciones del Atlántico Norte y el Ártico[187] y con el aumento del contraste entre los veranos cálidos y los inviernos fríos.[190]
- También se ha propuesto el transporte de humedad mediado hacia la vaguada durante el otoño y la primavera para explicar el aumento de la precipitación y su subestimación por los modelos climáticos.[15] En un modelo climático, el aumento del transporte de humedad hacia el norte por tales vaguadas aumenta las precipitaciones otoñales en el Sáhara, especialmente a mediados del Holoceno y cuando el clima ya es más húmedo de lo habitual allí.[199]
- Los anticiclones subtropicales más débiles fueron propuestos como una explicación durante las décadas de 1970 y 1980.[200]
- En regiones montañosas como el campo volcánico de Meidob, las temperaturas frías después del Último Máximo Glacial pueden haber reducido la evaporación y, por lo tanto, permitido un inicio temprano de la humedad.[201]
- Los cambios en el campo geomagnético de la Tierra pueden estar relacionados con los cambios de humedad.[202]
- El aumento del suministro de humedad de lagos más grandes como el lago Megachad puede haber aumentado la precipitación, aunque este efecto probablemente no sea adecuado para explicar todo el PHA.[203] Se ha atribuido un papel similar a los extensos humedales, drenajes y lagos del Sáhara Oriental[204] y al ecosistema en general.[205]
- Dos vientos de gran elevación, la corriente africana del este y la corriente tropical del este modulan los flujos de aire atmosférico sobre África y, por lo tanto, también la cantidad de precipitación; la corriente tropical del este proviene de la India y es alimentado por gradientes de temperatura entre los trópicos[67] y los subtrópicos, mientras que la corriente africana del este es impulsado por gradientes de temperatura en el Sahel.[206] Un monzón de África occidental más fuerte resultó en una corriente oriental africana más débil y, por lo tanto, disminuyó el transporte de humedad fuera de África.[169]
- El aumento de las concentraciones atmosféricas de dióxido de carbono puede haber desempeñado un papel en el desencadenamiento del PHA,[150] especialmente su extensión a través del ecuador,[207] así como su reanudación después del evento Dryas Reciente y Heinrich 1 a través del aumento de las temperaturas de la superficie del mar.[208] Las concentraciones de dióxido de carbono tienen una fuerte influencia en la intensidad de los cambios orbitales necesarios para iniciar un PHA,[209] pero no juegan un papel importante en el control de su intensidad.[183]
- En algunas partes del Sáhara, el aumento del suministro de agua de las regiones montañosas puede haber ayudado en el desarrollo de condiciones húmedas.[210][211]
- Los bosques más grandes en Eurasia pueden haber llevado a un desplazamiento hacia el norte de la ZCIT.[212]
- Otros mecanismos propuestos implican la convección que ocurre por encima de la capa límite atmosférica,[213] aumento de los flujos de calor latente,[152] baja presión en el noroeste de África que atrae humedad hacia el Sáhara,[214] cambios en los ciclos solares[215] y fenómenos complejos de flujo atmosférico.[216]

## Efectos

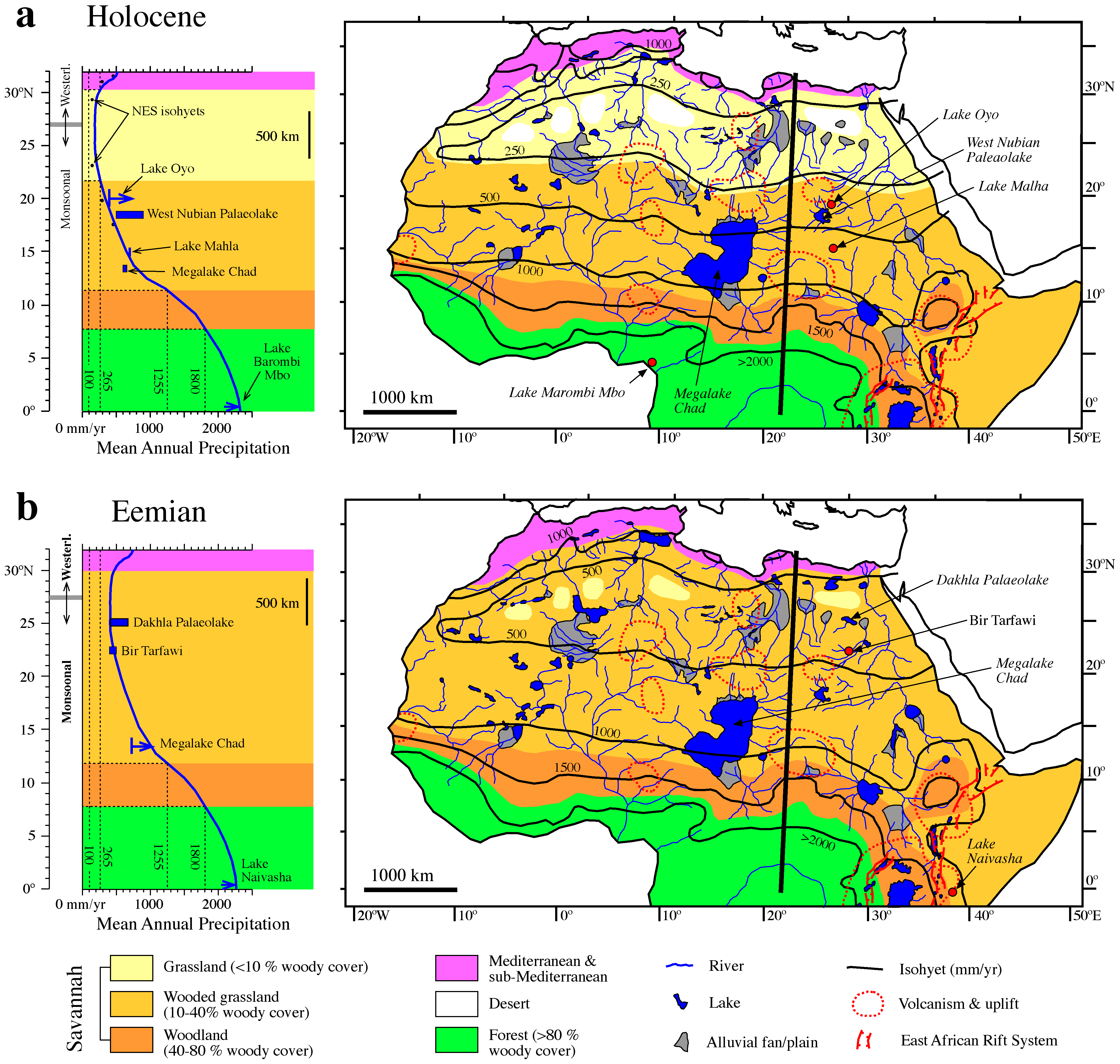
Vegetación y cuerpos de agua en el Eemiano (abajo) y el Holoceno (arriba)

El período húmedo africano se extendió sobre el Sáhara, así como el este, sureste y África ecuatorial. En general, los bosques y las tierras boscosas se expandieron por todo el continente. Un episodio húmedo similar tuvo lugar en las Américas tropicales, China, Asia, India, la región de Makrán, el Medio Oriente y la Península arábiga y parece relacionarse con el mismo forzamiento orbital que el PHA. Un episodio monzónico temprano del Holoceno se extendió hasta el desierto de Mojave en América del Norte. En contraste, se registra un episodio más seco en gran parte de América del Sur, donde el lago Titicaca, el lago Junín, la descarga del río Amazonas y la disponibilidad de agua en Atacama fueron menores.
La descarga de los ríos Congo, Níger, Nilo, Campo, Rufiji, y Sanaga aumentó. La escorrentía de Argelia, África ecuatorial, el noreste de África y el Sahara occidental también fue mayor. Los cambios en la morfología de los sistemas fluviales y sus llanuras aluviales ocurrieron en respuesta al aumento de la descarga, y el río Senegal expandió su lecho del río, rompió las dunas y volvió a entrar en el Océano Atlántico.

### Flora y fauna del Sáhara
Durante el período húmedo africano, lagos, ríos, humedales y vegetación, incluyendo hierba y árboles, cubrieron el Sáhara y el Sahel creando un «Sáhara Verde» con una cubierta terrestre que no tiene análogos modernos. La evidencia incluye datos de polen, sitios arqueológicos, evidencia de actividad faunística como diatomeas, mamíferos, ostrácodos, reptiles y caracoles, valles fluviales enterrados, esteras ricas en materia orgánica, lodos, evaporitas, así como travertinos y tobas depositados en ambientes subacuosos.

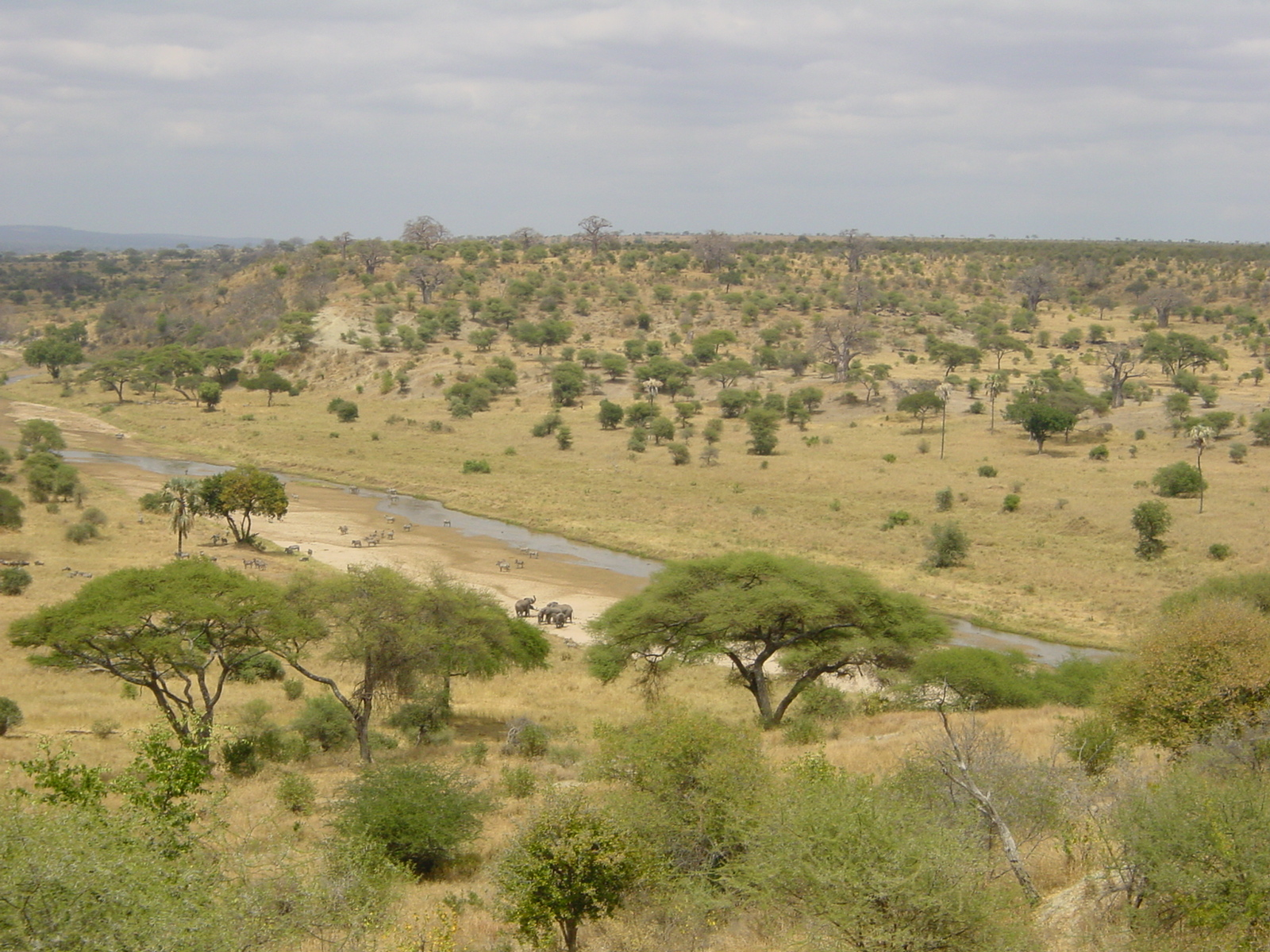
Una sabana actual, parque nacional Tarangire, Tanzania

La cubierta vegetal se extendía entonces por casi todo el Sáhara y consistía en una sabana de hierba abierta con arbustos y árboles, con una vegetación de sabana húmeda que se establecía en las montañas. En general, la vegetación se expandió hacia el norte hasta 27-30° latitud norte en África occidental con un límite del Sahel a unos 23° norte, ya que el Sáhara estaba poblado por plantas que hoy en día a menudo ocurren a unos 400-600 km (250–370 mi) más al sur. El movimiento de vegetación hacia el norte tomó algún tiempo y algunas especies de plantas se movieron más rápido que otras. Las plantas que realizan la fijación de carbono C3 se hicieron más comunes. El régimen de incendios de la vegetación cambió; en el desierto, la expansión de la vegetación facilitó la actividad del fuego, mientras que en la sabana el aumento de la prevalencia de la vegetación leñosa redujo la actividad del fuego.
Los bosques y las plantas de los trópicos húmedos se concentraron alrededor de lagos y ríos, que también fueron colonizados por plantas acuáticas y parcialmente acuáticas. El paisaje durante el PHA ha sido descrito como un mosaico entre varios tipos de vegetación de origen semidesértico y húmedo en lugar de un simple desplazamiento hacia el norte de especies de plantas, y persistieron algunas comunidades de vegetación marrón o amarilla. No hubo desplazamiento hacia el sur de las plantas mediterráneas durante el Holoceno y en las montañas Tibesti las temperaturas frías pueden haber restringido la expansión de las plantas tropicales. Los datos de polen a menudo muestran un predominio de las gramíneas sobre los árboles tropicales húmedos. El árbol Lophira alata y otros pueden haberse extendido fuera de los bosques africanos durante el PHA, y las plantas de Lactuca pueden haberse dividido en dos especies bajo los efectos del PHA y otros cambios climáticos en África durante el Holoceno.
El clima del Sáhara no llegó a ser totalmente homogéneo; sus partes centro-orientales eran probablemente más secas que los sectores occidental y central y el mar de arena libio seguía siendo un desierto aunque las áreas desérticas puras se retiraron o se volvieron áridas/semiáridas. Un cinturón árido puede haber existido al norte de los 22° de latitud, o la vegetación y el monzón africano podría haber alcanzado los 28-31° de latitud norte; en condiciones generales entre 21° y 28° de latitud norte son poco conocidas. Las áreas secas pueden haber persistido en las sombras orográficas de las montañas y podrían haber soportado vegetación de clima árido, lo que explica la presencia de su polen en los núcleos de sedimentos. Además, se han reconstruido las gradaciones norte-sur en los patrones de vegetación a partir de datos de carbón y polen.
Los fósiles registran cambios en la fauna animal del Sáhara. Esta fauna incluía antílopes, babuinos, ratas de caña, bagre, almejas, cormoranes, cocodrilos, elefantes, ranas, gacelas, jirafas, alcéfalos, liebres, hipopótamos, moluscos, percas del Nilo, pelícanos, rinocerontes, serpientes-águilas, serpientes, tilapia, sapos, tortugas y muchos más animales, y en Egipto había búfalos africanos, hienas manchadas, jabalíes, ñus y cebra. Otras aves incluyen el cuervo de cuello marrón, la focha, la gallina común, el zampullín crestado, el ibis brillante, el ratonero de patas largas, la paloma de roca, el ganso de alas espuelas y el pato copetudo. Grandes manadas de animales vivían en el Sáhara. Algunos animales se expandieron por todo el desierto, mientras que otros se limitaron a lugares con aguas profundas. Los períodos húmedos anteriores en el Sáhara pueden haber permitido a las especies cruzar el desierto actual. Una reducción en los pastizales abiertos al comienzo del PHA puede explicar la disminución de las poblaciones de algunos mamíferos durante y un cuello de botella poblacional en guepardos al comienzo del período húmedo, al tiempo que conduce a la expansión de la población de otros animales como el ratón multimamario de Hubert.

### Lagos y ríos del Sáhara

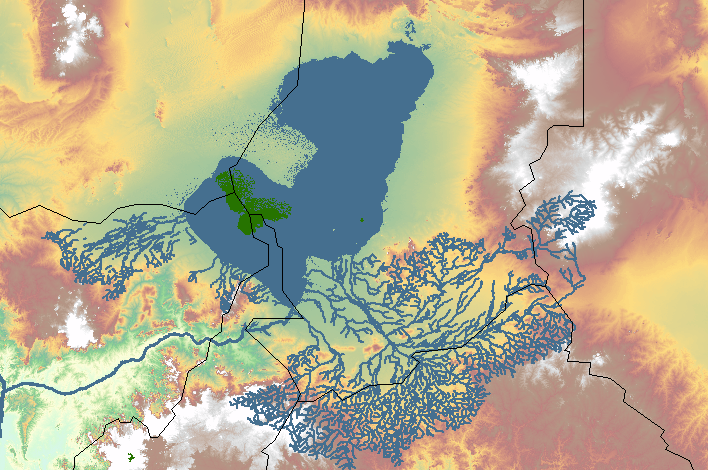
Lago Megachad, con el actual lago Chad resaltado en verde

Varios lagos se formaron o se expandieron en el Sáhara y las montañas Ahaggar y Tibesti. El más grande de ellos fue el lago Chad, que aumentó a al menos diez veces su tamaño actual para formar el lago Megachad. Este lago Chad ampliado alcanzó dimensiones de 600 000 km² (229 400 mi²) en dirección norte-sur y este-oeste respectivamente, cubriendo la depresión de Bodele y quizás hasta el 8% del actual desierto del Sáhara. Influyó en el clima mismo; por ejemplo, las precipitaciones se habrían reducido en el centro del lago y aumentado en sus márgenes. El lago Chad fue posiblemente alimentado desde el norte por ríos que drenan el Ahaggar (drenaje Taffassasset) y las montañas Tibesti, desde las montañas Ennedi en el este a través de los «paleoríos orientales» y desde el sur por los ríos Chari-Logone y Komadugu. El río Chari era el principal afluente mientras que los ríos que drenaban el Tibesti formaban abanicos aluviales/el delta del río Angamma en su entrada en el norte del lago Chad. Se han encontrado esqueletos de elefantes, hipopótamos y homínidos en el delta de Angamma, que es la característica costera dominante del norte del lago Chad. El lago se desbordó en el río Níger durante el alto a través de los ríos Mayo Kebbi y Benue, llegando finalmente al Golfo de Guinea. Los sistemas de dunas más antiguos fueron sumergidos por el lago Chad.
Entre los grandes lagos que pueden haberse formado en el Sáhara se encuentran el lago Megafezzan en Libia y el lago Ptolomeo en Sudán. Quade et al. 2018 plantearon algunas dudas sobre el tamaño y la existencia de algunos de estos lagos como el lago Ptolomeo, el lago Megafezzan, el lago Ahnet-Mouydir, especialmente para el lago Megafezzan. Se conocen otros lagos de Adrar Bous en Níger, Emi Koussi y Trou au Natron en las montañas Tibesti, I-n-Atei en el Hoggar, en Ine Sakane y en Taoudeni en Malí, los lagos Garat Ouda y Takarkori en el Montañas Acacus, Chemchane en Mauritania, en Sebkha Mellala cerca de Ouargla en Argelia, en Bilma, Dibella, Fachi y Gobero en el Ténéré, Seeterrassental en Níger y en «Eight Ridges», El Atrun, Lago Gureinat, Merga, «Cresta», Sidigh, en Wadi Mansurab, Selima y Oyo en Sudán. El lago Yoa de los lagos de Unianga se desbordó, ya sea sobre la superficie o bajo tierra. Mosaicos de pequeños lagos se desarrollaron en algunas regiones. Los humedales también se expandieron durante el AHP, pero tanto su expansión como su posterior retroceso fueron más lentos que los de los lagos.
En algunas partes del Sáhara se formaron lagos efímeros como Abu Ballas, Bir Kiseiba, Bir Sáhara, Bir Tarfawi y Nabta Playa en Egipto, que pueden relacionarse con religiones egipcias posteriores, o lagos pantanosos como en Adrar Bous cerca de las Montañas de Air. Lagos efímeros desarrollados entre dunas, y un «archipiélago de agua dulce» parece haber existido en la cuenca de Murzuq. Todos estos sistemas lacustres dejaron fósiles como peces, sedimentos limnicos y suelos fértiles que luego se utilizaron para la agricultura (El Deir, Jariyá). Finalmente, los lagos de cráter se formaron en campos volcánicos y a veces sobreviven hasta el día de hoy como lagos remanentes más pequeños como el cráter Malha en el campo volcánico de Meidob. Potencialmente, la mayor disponibilidad de agua durante el PHA puede haber facilitado la aparición de erupciones freatomagmáticas como la formación de maar en el campo volcánico de Bayuda, aunque la cronología de las erupciones volcánicas allí no es lo suficientemente conocida como para corroborar un vínculo con el PHA.
El gran río Tamanrasset fluía desde las montañas del Atlas y Hoggar hacia el oeste hacia el Atlántico y entraba en él en la bahía de Arguin en Mauritania. Una vez formó la 12° cuenca hidrográfica más grande del mundo y dejó un cañón submarino y sedimentos fluviales. Junto con otros ríos formó estuarios y manglares en la Bahía de Arguin. Otros ríos en la misma área también formaron cañones submarinos, y los patrones de sedimentos en los núcleos de sedimentos marinos y la ocurrencia de deslizamientos de tierra submarinos en el área se han relacionado con la actividad de estos ríos.
Ríos como el Irharhar en Argelia, Libia y Túnez y los ríos Sahabi y Kufra en Libia estuvieron activos durante este tiempo aunque hay algunas dudas de que tuvieran un flujo perenne; parecen haber sido más importantes en períodos húmedos anteriores. Pequeñas cuencas hidrográficas, wadis y ríos que descargan en cuencas endorreicas como Wadi Tanezzuft también transportaron agua durante el PHA. En Egipto, algunos ríos activos durante el PHA son ahora crestas de grava. En el aire, las montañas Hoggar y Tibesti, la llamada «Terraza Del Medio» fue emplazada en este momento. Los ríos del Sáhara, los lagos y sus cuencas hidrográficas pueden haber actuado como vías para la propagación de humanos y animales; los ríos a menudo estaban conectados entre sí por abanicos aluviales. Ejemplo propuestos de animales que se propagan a través de los ríos son el cocodrilo del Nilo y el pez Clarias gariepinus y Tilapia zillii. Es posible que el nombre Tassili n'Ajjer, que significa «meseta de los ríose n bereber, sea una referencia a los flujos de ríos pasados. Por otro lado, los intensos flujos de estos ríos pueden haber hecho que sus costas sean peligrosas para los humanos y, por lo tanto, haber creado un ímpetu adicional para el movimiento humano.

### Humanos del Sáhara
Las condiciones y los recursos estaban maduros para los primeros cazadores recolectores, pescadores y, más tarde, pastores, que llegaron al Sáhara en el momento en que se desarrollaron los lagos. Pueden haber venido del norte (Magreb o Cirenaica) donde se encontraba la cultura capsiense, el sur (África subsahariana) o el este (Valle del Nilo). La población humana en el Sáhara aumentó al comienzo del AHP. Se han encontrado rastros de actividad humana en las montañas Acacus donde se utilizaron cuevas y refugios rocosos como campamentos base para los humanos, como la cueva Uan Afuda y los refugios rocosos Uan Tabu y Takarkori. La primera ocupación en Takarkori tuvo lugar hace entre 10 000 y 9000; alrededor de cinco milenios de evolución cultural humana se registran allí. En Gobero, en el desierto de Ténéré, se ha encontrado un cementerio, que se ha utilizado para reconstruir el estilo de vida de estos antiguos habitantes del Sáhara, y en el lago Ptolomeo en Nubia los humanos se asentaron cerca de la orilla del lago, utilizando sus recursos y tal vez incluso participando en actividades de ocio. En ese momento, muchos humanos parecen haber dependido de los recursos limitados al agua, ya que muchas de las herramientas dejadas por los primeros humanos están asociadas con la pesca; por lo tanto, esta cultura también se conoce como «acuálítica» aunque se han encontrado diferencias sustanciales entre las culturas de varios lugares. La ecologización del Sáhara condujo a una expansión demográfica y especialmente en el Sáhara Oriental la ocupación humana coincide con el PHA. Por el contrario, la ocupación disminuyó a lo largo del valle del Nilo, tal vez debido a la expansión de los humedales allí.
Los humanos cazaban animales grandes con armas que se han encontrado en sitios arqueológicos y los cereales silvestres que se producían en el Sáhara durante el PHA, como la brachiaria, el sorgo y la urochloa, eran una fuente adicional de alimento. Los humanos también domesticaron ganado, cabras y ovejas; la domesticación del ganado se produjo especialmente en el Sáhara Oriental, más variable desde el punto de vista ambiental. La cría de animales se recuperó en serio hace unos 7000 años, cuando los animales domésticos llegaron al Sáhara, y un auge de la población puede estar relacionado con este cambio en la práctica cultural; el ganado vacuno y caprino se extendieron hacia el suroeste desde el noreste de África desde 8000 años antes del presente.  La lechería se ha demostrado en algunos lugares y la cría de ganado está respaldada por la representación frecuente del ganado en pinturas rupestres. La canoa Dufuna, uno de los barcos más antiguos conocidos en el mundo, parece datar del período húmedo del Holoceno e implica que los cuerpos de agua de esa época fueron navegados por humanos. Las unidades culturales «Masara» y «Bashendi» existieron en el oasis de Dajla durante el PHA. En las montañas de Acacus, se han identificado varios horizontes culturales conocidos como Acacus temprano y tardío y Pastoral temprana, media, tardía y final, mientras que en Níger la cultura kiffian se ha relacionado con el comienzo del PHA. Las civilizaciones antiguas prosperaron, con la agricultura y la cría de animales que tenían lugar en los asentamientos neolíticos. Posiblemente, la domesticación de las plantas en África se retrasó por el aumento de la disponibilidad de alimentos durante el PHA, solo tuvo lugar alrededor del año 2500 a. C..

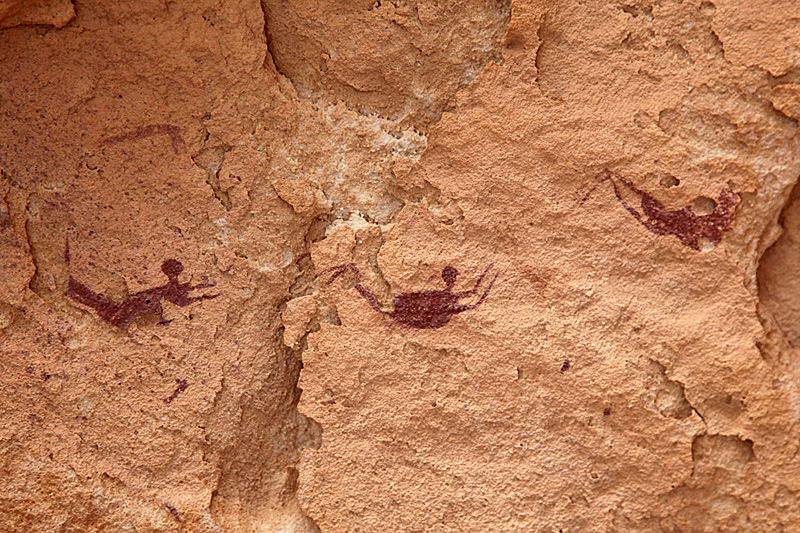
Imágenes de personas nadando en la Cueva de los Nadadores

Los humanos crearon arte rupestre como petroglifos y pinturas rupestres en el Sáhara, quizás la mayor densidad de tales creaciones en el mundo. Las escenas incluyen animales y la vida cotidiana como la natación, que apoya la presencia de climas más húmedos del pasado. Una ubicación bien conocida de tales petroglifos es la Cueva de los Nadadores en la meseta de Gilf Kebir de Egipto; otros sitios bien conocidos son el Monte Uweinat también de Egipto, Arabia y el Tassili n'Ajjer en Argelia, donde se han descubierto pinturas rupestres de esta época. Los humanos también dejaron artefactos como Fesselsteine y cerámica en lo que hoy son desiertos inhóspitos. El norte de África, junto con el este de Asia, es uno de los primeros lugares donde se desarrolló la alfarería probablemente bajo la influencia de una mayor disponibilidad de recursos durante el PHA. El período húmedo también favoreció su desarrollo y se extendió en África Occidental durante el 10.º milenio antes de Cristo; el motivo llamado «línea ondulada» o «línea ondulada punteada» se extendió por todo el norte de África y hasta el lago Turkana.
Estas poblaciones han sido descritas como Epipaleolíticas, Mesolíticas y Neolíticas y produjeron una variedad de herramientas líticas y otros ensamblajes. En África Occidental, el cambio cultural de la Edad de Piedra Media africana a la Edad de Piedra Tardía acompañó el comienzo del PHA. Los datos genéticos y arqueológicos indican que estas poblaciones que explotaron los recursos del Sáhara del PHA probablemente se originaron en el África subsahariana y se trasladaron al norte después de algún tiempo, después de que el desierto se humedeciera; esto puede reflejarse en la propagación hacia el norte de los linajes genómicos del macrohaplogrupo L y del haplogrupo U6. A cambio, el PHA facilitó el movimiento de algunas poblaciones euroasiáticas a África. Estas condiciones favorables para las poblaciones humanas pueden reflejarse en mitos paradisíacos como el Jardín del Edén en La Biblia y el Elíseo y la Edad de Oro en la Antigüedad Clásica, y en la difusión de las lenguas nilo-saharianas.

### Manifestaciones adicionales en el Sáhara
La vegetación expandida y la formación del suelo estabilizaron las dunas previamente activas, dando lugar finalmente a las actuales dunas del Draa en el Gran Mar de Arena de Egipto, por ejemplo, aunque existe incertidumbre sobre si esta estabilización fue generalizada. El desarrollo del suelo y la actividad biológica en los suelos están atestiguados en las montañas Acacus y el área de Mesak Settafet de Libia, pero también se describen evidencias de formación de suelos/pedogénesis como el hierro de pantano en otras partes del Sáhara. En la lámina de arena del Selima, el paisaje sufrió truncamiento erosivo y bioturbación. El Sáhara Central y meridional vio el desarrollo de depósitos aluviales mientras que los depósitos de sebkha se conocen del Sáhara Occidental. Los rayos que caen al suelo dejan rocas alteradas por rayos en partes del Sáhara Central.

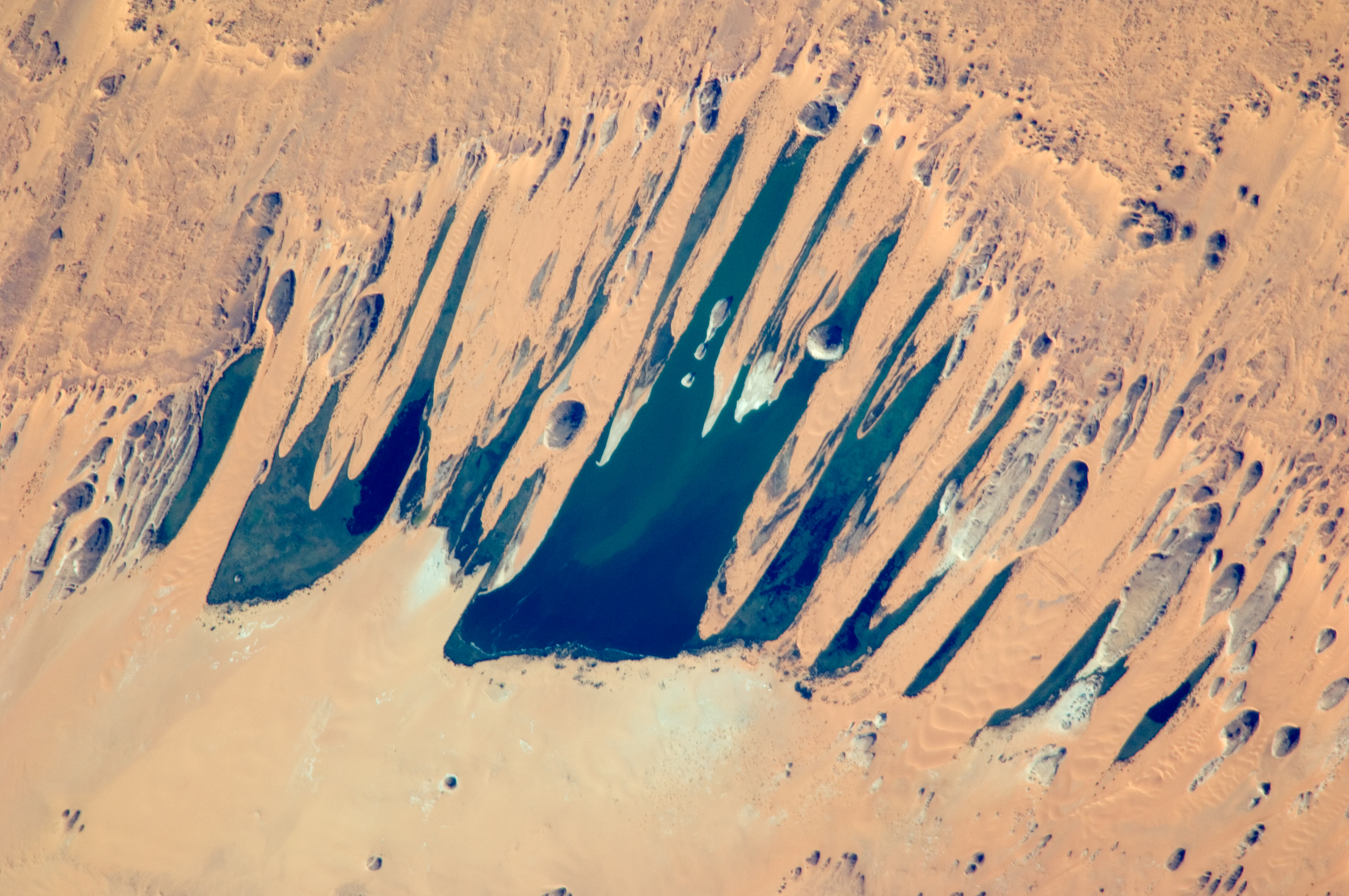
Los lagos de Unianga se recargan a partir de aguas subterráneas fósiles que se originaron en parte durante el AHP

El aumento de las precipitaciones también dio lugar a acuíferos recargados como el acuífero de arenisca de Nubia; actualmente, el agua de este acuífero mantiene varios lagos en el Sáhara, como los lagos de Unianga. Otros sistemas de aguas subterráneas estaban activos en ese momento en las montañas Acacus, las montañas de Air, en el Fezán y en otras partes de Libia y el Sahel. Las capas freáticas elevadas proporcionaron agua a las plantas y se descargaron en depresiones, lagos y valles, formando depósitos generalizados de carbonato y alimentando lagos.
La formación de lagos y la vegetación redujeron la exportación de polvo del Sáhara. Esto se ha registrado en núcleos marinos, incluyendo un núcleo donde la exportación de polvo disminuyó casi a la mitad. En lugares costeros, como en Omán, el aumento del nivel del mar también redujo la producción de polvo. En el Mediterráneo, la disminución del suministro de polvo se acompañó de un aumento de la entrada de sedimentos del Nilo, lo que provocó cambios en la composición de los sedimentos marinos.
Si el fortalecimiento del monzón mejoró o redujo la surgencia en el noroeste de África es discutible, con algunas investigaciones que sugieren que el fortalecimiento en la surgencia disminuyó las temperaturas de la superficie del mar y aumentó la productividad biológica del mar, mientras que otras investigaciones sugieren que ocurrió lo contrario; menos surgencia con más humedad. Sin embargo, independientemente de si la surgencia aumentó o disminuyó, es posible que el fortalecimiento del monzón aumentara la productividad frente a las costas del norte de África porque el aumento de la descarga fluvial entregó más nutrientes al mar.

### Arabia
Las precipitaciones en Dhofar y el suroeste de Arabia son provocadas por el monzón africano, y se ha observado un cambio a un clima más húmedo que se asemeja a África en el sur de Arabia y Socotra a partir de depósitos de cuevas y ríos. Posiblemente llegó hasta Catar. Los paleolagos del Holoceno se registran en Tayma, Jubbah, en las arenas de Sharqiya de Omán y en Mundafan. En el Rub' al Khali se formaron lagos hace entre 9000 y 7000 años y las dunas fueron estabilizadas por la vegetación, aunque la formación de lagos allí fue menos pronunciada que en el Pleistoceno. El sistema fluvial Wadi ad-Dawasir en el centro de Arabia Saudita volvió a activarse con un aumento de la escorrentía fluvial en el Golfo Pérsico. Los wadis en Omán se erosionaron a través de las dunas LGM y formaron terrazas de acumulación. Episodios de aumento de la descarga del río ocurrieron en Yemen y se registra un aumento de las precipitaciones en las cuevas de Hoti, Qunf en Omán, Mukalla en Yemen y la cueva de Hoq en Socotra. El aumento de las precipitaciones dio lugar a un aumento del flujo de agua subterránea, generando lagos alimentados por aguas subterráneas y depósitos de carbonato.
Los bosques y la actividad de incendios forestales se expandieron por partes de Arabia. Las fuentes de agua dulce en Arabia durante el PHA se convirtieron en puntos de enfoque de la actividad humana y se produjo actividad de pastoreo entre montañas y tierras bajas. Además, la actividad kárstica tuvo lugar en los arrecifes de coral expuestos en el Mar Rojo y los rastros de él todavía son reconocibles hoy en día. También se ha invocado el aumento de las precipitaciones para explicar la disminución de las salinidades en el Mar Rojo. Los sitios arqueológicos como los mojones aparecieron con el comienzo del período húmedo.
El período húmedo en Arabia no duró tanto como en África, los desiertos no retrocedieron tanto y las precipitaciones pueden no haber alcanzado la parte central y norte de la península más allá de Omán y las tierras altas de Yemen; el norte de Arabia permaneció algo más seco que el sur de Arabia, las sequías todavía eran comunes y la tierra todavía producía polvo. Un estudio ha estimado que la cantidad de lluvia en el Mar Rojo aumentó a no más de 1 metro por año (39 in/año). Si algunos antiguos lagos en Arabia eran en realidad pantanos es polémico.